# Juhtúró
A juhtúró vagy brindza (ukrajnában: бриндза, гуцульська бриндзя, lengyelül és  szlovákul: bryndza, románul: brânză) juhtejből készült sajtféleség, melyet főképp Szlovákiában, Romániában, Moldovában és Szerbiában, valamint Lengyelországban, Ukrajnában és Magyarországon, továbbá Csehországban, Morvaország egyes részein készítenek. A brindza krémszínű, jellegzetesen erős illatú és ízű, karakteres, morzsalékos, enyhén nedves sajt. Ízleléskor először enyhe ízt ad, ami aztán erőssé, majd lecsengéskor enyhén sóssá változik. Készítésének módja országonként eltérő lehet.

## Etimológia
Magyarországon többek között brindza vagy juhtúró néven ismert termék. Oroszországban брынза, Szerbiában brenca, a német nyelvterületen Brimsen, jiddisül pedig ברינזע a neve. Az előbbi elnevezések egybevágnak a román brânză szóval, ami abban a nyelvben nem valamilyen sajtfajtát jelöl, hanem egyszerűen csak sajtot jelent. A kifejezés valószínűleg a római kor előtti időkből származik. Magyarországon kívül néha Szlovákiában, Dél-Lengyelországban és a Cseh Köztársaságban is brynzának hívják.

## Története
A „vlach sajtot” jelölő brençe szót először Dubrovnik horvát részén írták le 1370-ben. Magának a bryndza szónak az első írásos emléke a Magyar Királyságban született 1470-ben. A Magyarországgal szomszédos lengyelországi Podhaléban 1527-ben írtak róla először.
A brindza szó a magyar népnyelvből hiányzik. A gyimesi csángók és a moldvai magyarok bronzának nevezik a sajtféleséget, országosan pedig általában oltott túrónak, zsíros túrónak vagy túrónak.
A brindzát Ausztriában és Magyarországon liptóinak (Liptauer) is nevezik az egykori északi magyar vármegye, Liptó után. Az Osztrák–Magyar Monarchia felbomlása után, a Felvidék elvesztésével mindkét országban hiánycikké vált a juh, a juhtej és a juhsajt, s megdrágultak ezek a termékek. Ekkoriban kezdték a brindzát tehéntejből készíteni mindkét országban, pl. az Alföldön, Békéscsabán.
A brindza Szlovákiában a bryndzové halušky nevű nemzeti étel fő összetevője. A bryndzové halušky juhsajttal kevert galuska, melynek tetejére sült szalonnát hintenek. Magyarországon ezt az ételt gyakran sztrapacskának nevezik tévesen, az igazi sztrapacska valójában másféle alapanyagokból készül.
Feltételezések szerint a brindza modern változatát szlovák parasztok fejlesztették ki a 18. században, akik komoly sajtgyártási hagyományt teremtettek ezzel a Tátra térségében és fontos árucikket termeltek a Habsburg Birodalom piacaira.
2007-től az Európai Unióban a bryndza podhalańska (podhalei brindza) név oltalom alatt álló megnevezés. Ez az első olyan lengyel élelmiszertermék, ami európai oltalmat kapott.

## Fordítás
- Ez a szócikk részben vagy egészben a Bryndza című angol Wikipédia-szócikk ezen változatának fordításán alapul.  Az eredeti cikk szerkesztőit annak laptörténete sorolja fel. Ez a jelzés csupán a megfogalmazás eredetét és a szerzői jogokat jelzi, nem szolgál a cikkben szereplő információk forrásmegjelöléseként.